# 1987 Каплан
1987 Каплан (1987 Kaplan) — астероїд головного поясу, відкритий 11 вересня 1952 року.
Тіссеранів параметр щодо Юпітера — 3,391.